# 대한민국 민법 제22조
대한민국 민법 제22조는 부재자의 재산의 관리에 대한 민법총칙 조문이다. 민법전 제1편 총칙 제2장 인 제3절 부재와 실종에 속해 있다. 

## 조문
제22조(부재자의 재산의 관리) ① 종래의 주소나 거소를 떠난 자가 재산관리인을 정하지 아니한 때에는 법원은 이해관계인이나 검사의 청구에 의하여 재산관리에 관하여 필요한 처분을 명하여야 한다. 본인의 부재중 재산관리인의 권한이 소멸한 때에도 같다.

② 본인이 그 후에 재산관리인을 정한 때에는 법원은 본인, 재산관리인, 이해관계인 또는 검사의 청구에 의하여 전항의 명령을 취소하여야 한다.

第22條(不在者의 財産의 管理) ① 從來의 住所나 居所를 떠난 者가 財産管理人을 定하지 아니한 때에는 法院은 利害關係人이나 檢事의 請求에 依하여 財産管理에 關하여 必要한 處分을 命하여야 한다. 本人의 不在 中 財産管理人의 權限이 消滅한 때에도 같다.

②本人이 그 後에 財産管理人을 定한 때에는 法院은 本人, 財産管理人, 利害關係人 또는 檢事의 請求에 依하여 前項의 命令을 取消하여야 한다.

## 비교 조문
일본민법 제25조 (부재자의 재산 관리) 1. 종래의 주소 또는 거소를 떠난 자(이하, “부재자” 라 한다) 가 그 재산의 관리인(이하 이 절에 있어서 단순히 “관리인”이라 한다)을 두지 아니한 때에는 가정법원은 이해관계인 또는 검찰관의 청구에 의해 그 재산의 관리에 관하여 필요한 처분을 명할 수 있다. 본인의 부재중에 관리인의 권한이 소멸한 때에도 이와 같다.
2. 전항의 규정에 의한 명령 후, 본인이 관리인을 둔 때에는 가정법원은 그 관리인, 이해관계인 또는 검찰관의 청구에 의해 그 명령을 취소하여야 한다.

## 해설

### 부재자의 의미
부재자는 종래의 주소나 거소를 떠나 당분간 돌아올 가능성이 없는 사람이다. 

### 부재자의 예
해외지사에 근무하는 상사주재원이나 교도소에서 복역 중인 자가 있다. 

### 재산관리 및 이해관계인의 역할
이들은 종래의 주소에 남겨 둔 재산이 관리되지 않고 방치되므로 그 재산을 관리할 필요가 있으므로 이들이 재산을 관리하기 위하여 일정한 자의 청구에 의하여 법원이 부재자의 재산관리에 관한 필요한 처분을 명할 수 있도록 하고 있다

## 사례
웬디는 피터팬을 따라 네버랜드로 떠나버려 런던 법원은 웬디의 숙모의 청구에 의해 웬디의 집에 대한 재산관리인으로 맥도날드를 임명하였다.

## 판례
- 부재자는 종래의 주소 또는 거소를 떠난 자이나 부존재자가 아니므로 대리행위에 의하여 권리의무를 취득 또는 상실할 수 있다[2]
- 부재선고 등에 관한 특별 조치법의 규정에 의한 부재자가 아니고 이북에 잔류한자로서 제적될 대상자에 해당한다 할지라도 이 사실만으로서는 원고 2를 부재자로 한 본건 재산관리인 선임을 당연무효의 것이라고 할 수는 없다.[3]
- 부재자 사망시 재산관리인의 권한이 당연히 소멸되지 않는다[4]

## 참고 문헌
- 오현수, 일본민법, 진원사, 2014. ISBN 978-89-6346-345-2
- 오세경, 대법전, 법전출판사, 2014 ISBN 978-89-262-1027-7
- 이준현, LOGOS 민법 조문판례집, 미래가치, 2015. ISBN 979-1-155-02086-9

## 같이 보기
- 부재자
- 이해관계인
- 재산관리인
- 대한민국 민법 제118조
- 대한민국 민법 제26조